# 永寧縣 (南建州)
永寧縣，隋永熙縣，武德五年改為永寧縣，屬南建州，貞觀八年更南建州曰藥州，十八年州廢，以永寧屬瀧州。天寶元年復更名建水縣，以建水在西也。在今廣東省羅定縣。